# Wallers-en-Fagne
Wallers-en-Fagne – miejscowość i gmina we Francji, w regionie Hauts-de-France, w departamencie Nord.
Według danych na rok 1990 gminę zamieszkiwało 219 osób, a gęstość zaludnienia wynosiła 28 osób/km² (wśród 1549 gmin regionu Nord-Pas-de-Calais Wallers-en-Fagne plasuje się na 998. miejscu pod względem liczby ludności, natomiast pod względem powierzchni na miejscu 460.).